# Fortnite
Fortnite é um jogo eletrônico multijogador online revelado originalmente em 2011, desenvolvido pela Epic Games e lançado como diferentes modos de jogo que compartilham a mesma jogabilidade e motor gráfico de jogo. Os modos de jogo incluem Fortnite: Save the World, um jogo cooperativo pay-to-play de sobrevivência para até quatro jogadores, que devem lutar contra carcaças (zumbis) e defender objetos com fortificações que eles podem construir, e Fortnite Battle Royale, um jogo free-to-play do gênero battle royale, onde até 100 jogadores lutam em espaços cada vez menores para serem a última pessoa ou time vencedor. Ambos os modos de jogo foram lançados em 2017 como títulos de acesso antecipado; Save the World está disponível apenas para Microsoft Windows, PlayStation 4 e Xbox One, enquanto Battle Royale foi lançado para essas mesmas plataformas, incluindo o Nintendo Switch e dispositivos Android. Em 2020, foi adicionado para a nova geração de consoles PlayStation 5 e Xbox Series X/S.
Embora ambos os jogos tenham sido bem-sucedidos para a Epic Games, o Fortnite Battle Royale se tornou um sucesso retumbante, atraindo mais de 125 milhões de jogadores em menos de um ano e ganhando centenas de milhões de dólares por mês, e desde então tem sido um fenômeno cultural.

## Modos de jogo
Atualmente, Fortnite é distribuído em dois modos de jogo diferentes, embora cada modo utilize o mesmo mecanismo e tenha os mesmos gráficos, recursos de arte e mecânicas de jogabilidade.
- Fortnite: Save the World é projetado como um jogo de jogador-versus-ambiente, com quatro jogadores cooperando em direção a um objetivo comum em várias missões. O jogo se passa depois que uma tempestade de fluidos aparece em toda a Terra, fazendo com que 98% da população desapareça e os sobreviventes sejam atacados por zumbis. Os jogadores assumem o papel de comandantes de abrigos de base, coletando recursos, salvando sobreviventes e defendendo equipamentos que ajudam a coletar dados sobre a tempestade ou empurrar a tempestade para trás. Das missões, os jogadores recebem uma série de itens no jogo, que incluem personagens heroicos, esquemas de armas e armadilhas, tudo o que pode ser melhorado através da experiência adquirida para melhorar seus atributos.
- Fortnite Battle Royale é um modo de jogo do gênero battle royale para até 100 jogadores, jogando sozinho ou em grupos de dois a quatro amigos. Os jogadores deixam um "ônibus de batalha" que cruza o mapa do jogo sem nenhuma arma. Quando eles pousam, eles devem procurar por armas, itens e recursos, evitando de serem mortos enquanto atacam outros jogadores. Ao longo de uma rodada, a área segura do mapa diminui de tamanho devido a uma tempestade que chega; os jogadores fora daquela área recebem dano e podem ser mortos. Isso força os jogadores remanescentes a irem para um espaço mais apertado e incentiva os encontros dos jogadores. O último jogador ou time vivo é o vencedor.
- Fortnite Festival é um jogo de ritmo que pode ser acessado por meio do launcher de Fortnite. O jogo conta com três modos: o "Palco Principal", o "Palco de Improviso",[3] e o "Palco de Batalha".[4] Em todos os modos, as pessoas que jogam escolhem uma música para tocar e o instrumento que desejam interpretar. As opções são bateria, guitarra, baixo e vocais.[5][6]

Nos modos Battle Royale e Save The World, os jogadores podem usar uma picareta para derrubar estruturas existentes no mapa para coletar recursos básicos, como madeira, tijolo e metal, para construir fortificações, como paredes, pisos e escadas. Tais peças de fortificação podem ser editadas para adicionar coisas como janelas ou portas. Os materiais utilizados têm diferentes propriedades de durabilidade e podem ser atualizados para variantes mais fortes usando mais materiais do mesmo tipo. Dentro de Save the World, isso permite que os jogadores criem fortificações defensivas em torno de um objetivo ou túneis cheios de armadilhas para atrair os zumbis. Em Battle Royale, isso fornece os meios para atravessar rapidamente o mapa, proteger-se de uma ofensiva inimiga ou atrasar um inimigo em avanço.
Os modos Battle Royale e Fortnite Festival são definidos como títulos free-to-play,  enquanto Save the World é um modo pago. Todos os modos são rentabilizados através do uso de V-Bucks, moeda do jogo que também pode ser obtida através de Save the World para as pessoas que compraram o pacote de fundador. Em Battle Royale, V-Bucks podem ser usados para comprar itens cosméticos, como modelos de personagens ou similares, ou também pode ser usado para comprar o "Battle Pass" do jogo, uma progressão gradual de recompensas por ganhar experiência e completar certos objetivos durante uma temporada em Battle Royale.

## Desenvolvimento
Fortnite foi revelado pela primeira vez em 2011 no Spike Video Game Awards, com o ex-diretor de design da Epic, Cliff Bleszinski, apresentando um trailer para o jogo. Donald Mustard, líder criativo da Epic, disse em 2017 que este anúncio foi "três semanas depois de ter surgido a ideia, antes mesmo de ter feito o jogo". O jogo, que começou como um projeto interno de Game Jam, representa uma partida do trabalho anterior da empresa. Como Bleszinski explicou durante o evento Spike, Epic queria "mudar as coisas um pouco e fazer algo diferente e divertido" com Fortnite, descrevendo como "um mundo onde você explora, você destrói, você constrói e, finalmente, você sobrevive". Em uma entrevista com o Engadget, ele também fez menção dessas declarações, alegando que o jogo seria diferente da série Gears of War: "Não há dudebros nele ... Não é que haja algo de errado com isso, certo? Mas criativamente Para a equipe, Gears tem sido incrível para nós. Mas é divertido abrir nossas asas e fazer algo que é um pouco diferente do habitual ".

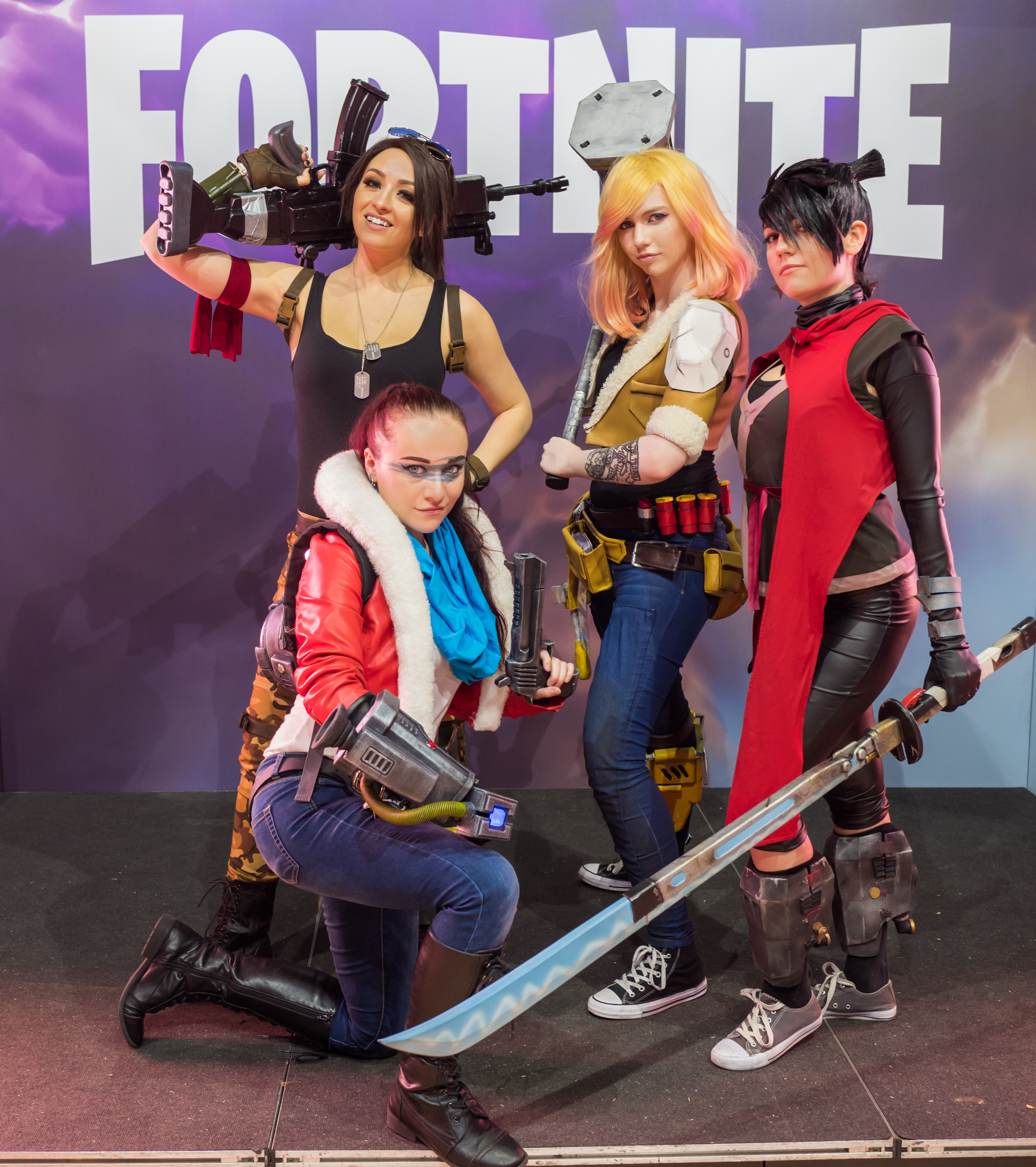
Cosplayers de Fortnite na Gamescom 2017

Durante o desenvolvimento de Fortnite, Epic Games adquiriu um o estúdio polonês People Can Fly, que tinha conhecimento de projetos anteriores da Epic Games, e subsequentemente iniciou como estúdio co-desenvolvedor. Embora People Can Fly eventualmente voltou a ser um estúdio independente, eles continuam a apoiar o desenvolvimento de Fortnite. A Gearbox Software ajudou a distribuir o jogo em mídias físicas.
Fortnite foi anunciado como um jogo free-to-play na edição de maio de 2014 do Game Informer. O primeiro alfa fechado do jogo, chamado Online Test 1, funcionou de 2 de dezembro a 19 de dezembro de 2014, enquanto o Online Test 2 funcionou de 24 de março a 14 de abril de 2015. Epic disse que o primeiro alfa era projetado para ajudá-los a "certificar-se de que todos os nossos sistemas básicos estão funcionando" e estabelecer "uma base para a forma como as pessoas jogam para tornar o Fortnite melhor". Após a demonstração na WWDC 2015 no Mac, o Fortnite entrou no teste beta fechado no outono de 2015. Originalmente um título exclusivo de PC, o jogo entrou em um período de acesso antecipado para Microsoft Windows, MacOS, PlayStation 4 e Xbox One a partir de 25 de julho de 2017 (os jogadores que pré-encomendaram um Pacote de Fundador e receberam acesso ao jogo em 21 de julho); a sua versão final foi um título free-to-play que foi lançado em 2018.
A Epic declarou planos para permitir que o Fortnite suporte a plataforma multiplataforma entre o PlayStation 4 e os usuários de computadores, e separadamente, para o Xbox One e usuários de computadores, mas entre plataformas entre as três (PlayStation, Xbox e PC) plataformas não foi anunciado. No entanto, em setembro de 2017, os jogadores descobriram que podiam jogar entre as três plataformas. Epic depois corrigiu isso, chamando-o de "erro de configuração". Historicamente, enquanto a Microsoft estava aberta ao jogo multiplataforma, a Sony hesitou em abrir o serviço PlayStation para suportar esse recurso, pois eles desejam manter seus usuários protegidos do conteúdo de outras plataformas que não podem controlar. Os jornalistas acreditavam que este curto período mostrou que a decisão de suportar o jogo multiplataforma é limitada pela escolha de negócios da Sony

## Recepção
Com ambos os modos de Fortnite ainda considerados como acesso antecipado, os jornalistas ainda não forneceram revisões abrangentes de nenhum dos modos. O modo Save the World alcançou mais de um milhão de jogadores em agosto de 2017, pouco antes do lançamento de Battle Royale.
Fortnite Battle Royale, por outro lado, tornou-se um sucesso financeiro significativo para a Epic Games, levando-os a separar as equipes de desenvolvimento entre Save the World e Battle Royale para fornecer um melhor suporte para ambos os modos. Dentro de duas semanas de lançamento, mais de 10 milhões de jogadores haviam jogado o modo, e em junho de 2018, logo após o lançamento do jogo para o Nintendo Switch, atingiram 125 milhões de jogadores. A receita de Fortnite Battle Royale durante o primeiro semestre de 2018 foi estimada em centenas de milhões de dólares por mês.
Fortnite Battle Royale também se tornou um fenômeno cultural on-line, com várias celebridades relatando que eles estavam jogando o jogo, e atletas usando as emoções de Fortnite como comemorações de vitória. Um notável evento de streaming em março de 2018, com o streamer Tyler "Ninja" Blevins jogando Fortnite Battle Royale ao lado de Drake, Travis Scott, Kim DotCom e o grande apresentador do Pittsburgh Steelers, JuJu Smith-Schuster, quebrou recordes de audiência na Twitch e levou à Epic Games organizar um pro-am de Fortnite Battle Royale com 50 pares de streamers e jogadores profissionais combinados com celebridades na Electronic Entertainment Expo 2018 em junho de 2018. A Epic Games está trabalhando para desenvolver competições organizadas de eSports em torno de Fortnite: Battle Royale, incluindo um torneio de Fortnite World Cup em 2019.
Também tem havido uma crescente preocupação com o sorteio de Fortnite Battle Royale em relação à crianças pequenas, enfatizado com o lançamento do cliente móvel. Pais e professores expressaram preocupação de que os estudantes estão sendo distraídos e afastados do trabalho escolar devido ao fato de jogarem Fortnite.
Em Novembro de 2018, jogo alcançou um pico de 8.3 milhões de jogadores em simultâneo.

### Prêmios e indicações
O jogo foi indicado na categoria "Melhor Jogo Cooperativo" pela PC Gamer, e como "Melhor Jogo Espectador" pela IGN.
| Ano  | Premiação                          | Categoria                                                                   | Resultado | Ref.                 |
| ---- | ---------------------------------- | --------------------------------------------------------------------------- | --------- | -------------------- |
| 2017 | The Game Awards 2017               | Melhor Jogo Multiplayer                                                     | Indicado  | [ 24 ]               |
| 2018 | 16th Visual Effects Society Awards | Melhores Efeitos Especiais em um Projeto em Tempo Real (A Hard Day's Night) | Indicado  | [ 25 ] [ 26 ]        |
| 2018 | D.I.C.E. Awards 2018               | Melhor Realização Proeminente em um Jogo Online                             | Indicado  | [ 27 ] [ 28 ]        |
| 2018 | SXSW Gaming Awards 2018            | Excelência em Multiplayer                                                   | Indicado  | [ 29 ] [ 30 ]        |
| 2018 | SXSW Gaming Awards 2018            | Excelência em Jogabilidade                                                  | Indicado  | [ 29 ] [ 30 ]        |
| 2018 | 14th British Academy Games Awards  | Melhor Jogo em Andamento                                                    | Indicado  | [ 31 ] [ 32 ]        |
| 2018 | 14th British Academy Games Awards  | Melhor Multiplayer                                                          | Indicado  | [ 31 ] [ 32 ]        |
| 2018 | Webby Awards 2018                  | Prêmio People's Voice para Melhor Jogo Multiplayer/Competitivo              | Venceu    | [ 33 ]               |
| 2018 | Game Critics Awards 2018           | Melhor Jogo em Andamento                                                    | Venceu    | [ 34 ] [ 35 ]        |
| 2018 | Teen Choice Awards 2018            | Jogo Mais Escolhido                                                         | Venceu    | [ 36 ] [ 37 ]        |
| 2018 | Golden Joystick Awards             | Melhor Jogo Competitivo                                                     | Venceu    | [ 38 ] [ 39 ] [ 40 ] |
| 2018 | Golden Joystick Awards             | Jogo Mobile do Ano                                                          | Indicado  | [ 38 ] [ 39 ] [ 40 ] |
| 2018 | Golden Joystick Awards             | Ultimate Jogo do Ano                                                        | Venceu    | [ 38 ] [ 39 ] [ 40 ] |
| 2018 | The Game Awards 2018               | Melhor Jogo Multiplayer                                                     | Venceu    | [ 41 ] [ 42 ]        |
| 2018 | The Game Awards 2018               | Melhor Jogo Mobile                                                          | Indicado  | [ 41 ] [ 42 ]        |
| 2018 | The Game Awards 2018               | Melhor Jogo em Andamento                                                    | Venceu    | [ 41 ] [ 42 ]        |
| 2018 | The Game Awards 2018               | Melhor Jogo de eSports                                                      | Indicado  | [ 41 ] [ 42 ]        |
| 2018 | Gamers' Choice Awards              | Jogo Favorito dos Fãs                                                       | Venceu    | [ 43 ]               |
| 2018 | Gamers' Choice Awards              | Jogo Multiplayer Favorito dos Fãs                                           | Venceu    | [ 43 ]               |
| 2018 | Gamers' Choice Awards              | Jogo de eSports Favorito dos Fãs                                            | Venceu    | [ 43 ]               |
| 2018 | Gamers' Choice Awards              | Jogo Battle Royale Favorito dos Fãs                                         | Venceu    | [ 43 ]               |
| 2018 | Gamers' Choice Awards              | Fan Favorite eSports League Format (Community Skirmishes)                   | Venceu    | [ 43 ]               |
| 2019 | D.I.C.E. Awards 2019               | Jogo Online do Ano                                                          | Venceu    | [ 44 ] [ 45 ]        |
| 2019 | NAVGTR Awards                      | Engenharia (Fortnite Battle Royale)                                         | Indicado  | [ 46 ] [ 47 ]        |
| 2019 | NAVGTR Awards                      | Jogo, eSports (Fortnite Battle Royale)                                      | Venceu    | [ 46 ] [ 47 ]        |
| 2019 | SXSW Gaming Awards 2019            | Excelência em Multiplayer                                                   | Venceu    | [ 48 ] [ 49 ]        |
| 2019 | SXSW Gaming Awards 2019            | Melhor Jogo em Andamento                                                    | Indicado  | [ 48 ] [ 49 ]        |
| 2019 | SXSW Gaming Awards 2019            | Novo Jogo de eSports Mais Promissor                                         | Venceu    | [ 48 ] [ 49 ]        |
| 2019 | SXSW Gaming Awards 2019            | Jogo Mobile do Ano                                                          | Indicado  | [ 48 ] [ 49 ]        |
| 2019 | British Academy Games Awards 2019  | Melhor Jogo em Andamento                                                    | Venceu    | [ 50 ] [ 51 ]        |
| 2019 | British Academy Games Awards 2019  | Jogo Mobile do Ano                                                          | Indicado  | [ 50 ] [ 51 ]        |
| 2019 | Famitsu Awards                     | Prêmio de Excelência                                                        | Venceu    | [ 52 ]               |
| 2019 | Italian Video Game Awards          | Melhor Jogo Mobile                                                          | Indicado  | [ 53 ]               |
| 2019 | Italian Video Game Awards          | Melhor Jogo em Andamento                                                    | Venceu    | [ 53 ]               |
| 2019 | Italian Video Game Awards          | Jogo de eSports do Ano                                                      | Indicado  | [ 53 ]               |
| 2019 | Webby Awards 2019                  | Melhor Jogo Multiplayer/Competitivo                                         | Venceu    | [ 54 ]               |
| 2019 | Game Critics Awards 2019           | Melhor Jogo em Andamento                                                    | Indicado  | [ 55 ]               |
| 2019 | Golden Joystick Awards 2019        | Ainda Jogando                                                               | Indicado  | [ 56 ] [ 57 ]        |
| 2019 | Golden Joystick Awards 2019        | Jogo de eSports do Ano                                                      | Venceu    | [ 56 ] [ 57 ]        |
| 2019 | The Game Awards 2019               | Melhor Jogo em Andamento                                                    | Venceu    | [ 58 ] [ 59 ]        |
| 2019 | The Game Awards 2019               | Melhor Suporte à Comunidade                                                 | Indicado  | [ 58 ] [ 59 ]        |
| 2019 | The Game Awards 2019               | Melhor Jogo de eSports                                                      | Indicado  | [ 58 ] [ 59 ]        |
| 2019 | The Game Awards 2019               | Melhor Evento de eSports (Fortnite World Cup)                               | Indicado  | [ 58 ] [ 59 ]        |